# 雷锋街道
雷锋街道是中华人民共和国湖南省长沙市望城区下辖的一个街道办事处，位于望城区南部、岳麓区以北，因为英雄人物雷锋出生地而得名，原为雷锋镇，2015年12月与廖家坪街道成建制合并成立雷锋街道，现已发展为长沙主城区的一部分，枫林西路、长常高速、雷高路、莲花路、金洲大道交汇于中心，由长沙高新技术产业开发区代管。雷锋街道北与黄金镇接壤，西与白箬铺镇相邻，南和莲花镇、含浦镇交界，东与岳麓区天顶乡、东方红镇相连。雷锋镇是一个新型集镇，也是中国村镇建设试点集镇，工商业发达，交通便利，有长沙市区公共汽车315路、913路、916路等连接该镇，镇内有雷锋纪念馆。全镇辖7个村、2个社区，政府驻黄花塘社区。

## 历史
今雷锋镇1951年属安庆乡、坪山乡地域。
- 1958年属望岳人民公社。
- 1962年析置坪山公社，隶属白箬区。
- 1968年改名为雷锋公社。
- 1984年更名雷锋乡。
- 1993年3月16日改名雷锋镇。
- 1995年6月撤区并乡镇后直接隶属于望城县政府。
- 2006年，荷叶坝村划归岳麓区东方红镇管辖[2]。
- 2008年6月15日，雷锋镇划归长沙高新技术产业开发区代管[3][4]。
- 2015年12月，雷锋镇和廖家坪街道成建制合并成立雷锋街道。[5]
- 2002年全镇辖15个村、2社区；2004年村级区划调整后，辖6个村、1个社区。
- 2015年11月19日，将雷锋镇和廖家坪街道成建制合并成立雷锋街道。[6]

### 区划史
| 2002年雷锋镇行政区划（社区和村）                                                             | |
| 2002年，全镇辖22个村、1社区，296个村民小组；共计8621户，总人口28014人，其中农业人口25733人。 | |
| 项目                                                                                         | 单位详列 |
| 15个村                                                                                       | 枫树村、合心村、荷叶坝村、黄花塘村、雷锋村、马头村、牌楼坝村、平安村、坪山村、桥头村、石塘村、双凤村、同心村、推子山村和真人桥村 |
| 2社区                                                                                        | 龙回塘社区、荷花塘社区 |

## 现行行政区划
下辖7个行政村2个社区，分别是：
荷花塘社区、雷锋社区、坪山村、真人桥村、桥头铺村、牌楼坝村、三益村、廖家坪村和白马村。